# ترشيح بالكربون النشط

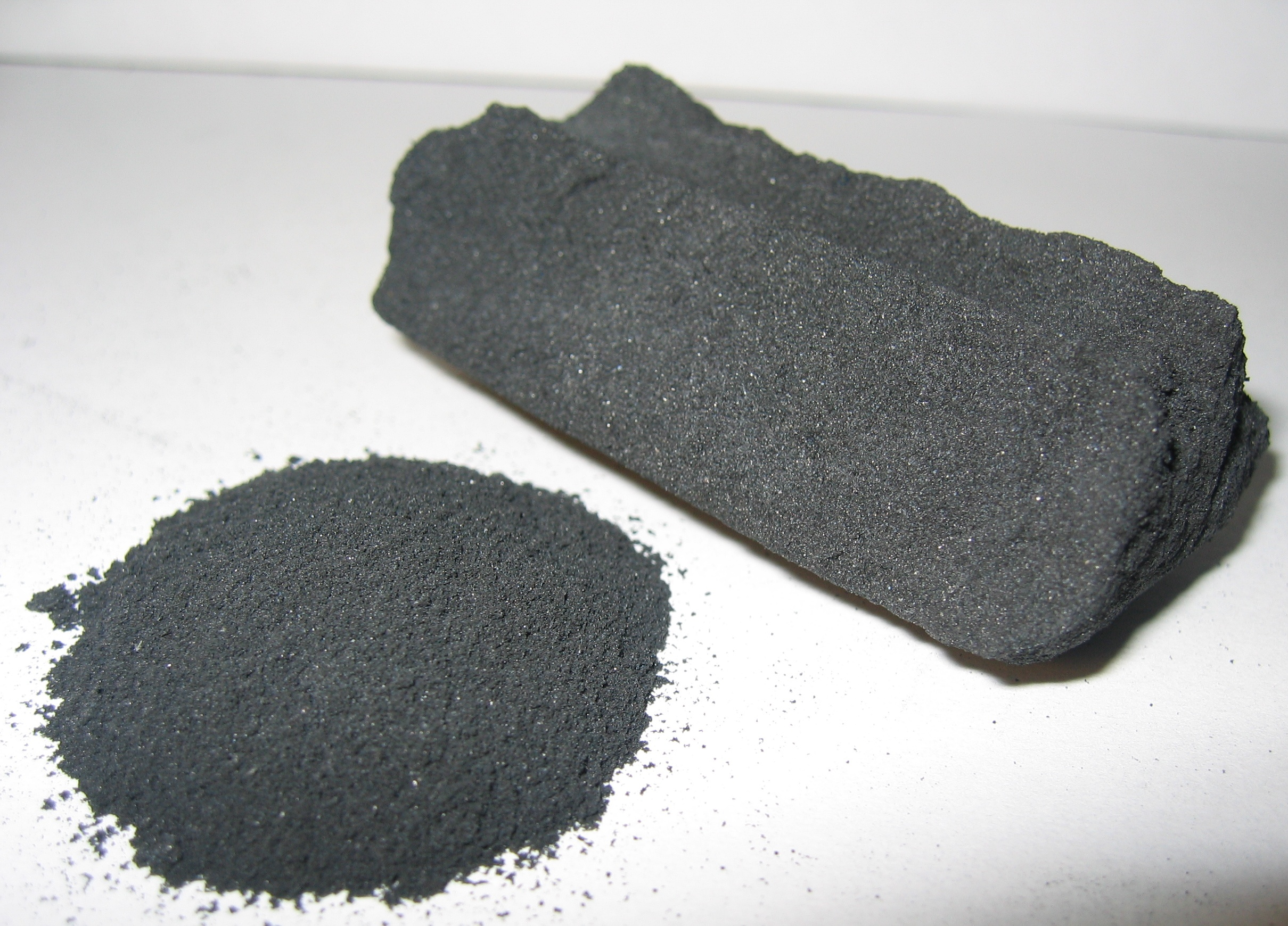
الكربون المنشط من فلتر الماء يستخدم لترشيح الكربون في شكل مسحوق وكتلة

الترشيح بالكربون هو وسيلة للتصفية حيث تستخدم قطعة من الكربون النشط لإزالة الملوثات والشوائب، وذلك باستخدام الامتصاص الكيميائي. كل قطعة من الكربون هي مصممة لتوفير جزء كبير من مساحة السطح، من أجل السماح لأكبر قدر ممكن من الملوثات للتعرض لوسائل التصفية.رطل واحد (454g) من الكربون المنشط يحتوي على مساحة 100 فدان تقريبا (1 كم ² / كغ). هذا الكربون ينشط بشحنة موجبة وهو مصمم ليجذب ملوثات الماء المشحونة بالسالب. تستخدم تصفية الكربون عادةً لتنقية المياه، ولكنها تستخدم أيضاً لتنقية الهواء.
فلاتر الكربون هي الأكثر فعالية في إزالة الكلور، و الرواسب، والمركبات العضوية المتطايرة (VOCs) من المياه. ولكنها ليست فعالة في إزالة المعادن، الأملاح، والمركبات غير العضوية الذائبة.
أحجام الجسيمات النموذجية التي يمكن إزالتها عن طريق فلاتر الكربون تتراوح ما بين 0.5 إلى 50 ميكرومتر. حجم الجسيمات تستخدم كجزء من مواصفات المرشح. كفاءة فلتر كربون تعتمد أيضاَ على تنظيم معدل التدفق. عندما يسمح للماء بالتدفق خلال الفلتر بمعدل بطيء، تتعرض الملوثات لوسائل الترشيح لفترة أطول من الزمن.

## أنواع المرشحات (الفلاتر)الكربونية
هناك نوعان سائدان من فلاتر الكربون المستخدمة في صناعة الترشيح : فلاتر مسحوق الكتلة والفلاتر الحبيبية المنشَطة. بشكل عام، مرشحات كتلة الكربون هي أكثر فعالية في إزالة عدد كبير من الملوثات، استنادا إلى زيادة المساحة السطحية للكربون. العديد من فلاتر الكربون أيضاً يستخدم وسائل ثانوية، مثلاً الفضة أو KDF-55، لمنع البكتيريا النمو داخل الفلتر.
تستخدم فلاتر الكربون في المنازل الفردية بوصفها نقطة من استخدام فلتر المياه، وأحيانا في مرافق معالجة المياه المحلية. كما أنها تستخدم كأجهزة ما قبل العلاج التناضح العكسي وكمرشحات متخصصة مصممة لإزالة خراجات مقاومة الكلور، مثل جياردية وكريبتوسبوريديوم.

## إنتاج الهيدروجين
إنتاج الهيدروجين على نطاق صغير لتنقية المياه مثبتة لمنع تشكيل المعادن على سطح الأقطاب الكهربائية ولإزالة المواد العضوية والكلور من المياه البديلة. أولاً، يمر الماء من خلال عقبة في الفلتر سمكها 20 ميكرومتر (شبكية أو شاشة تصفية) لإزالة الرمال والغبار والجسيمات، ثانياً، مرشح الفحم (الكربون المنشط) لإزالة المواد العضوية والكلور، المرحلة الثالثة، وهي ازالة تأين الفلتر لإزالة الأيونات الفلزية.

## وصلات خارجية
- تاريخ ترشيح المياه  دليل شامل لتاريخ لتنقية المياه ومعالجة القضايا الحالية للمياه.
- حقائق المياه والمعلومات يناقش بدائل معالجة المياه ونوعية المياه المعبأة في زجاجات.